# Rammstein
Рамштајн је немачки бенд формиран 1994. године. Најпознатији су представници музичког правца званог индустријски метал на свету, а такође и вероватно најпознатији немачки бенд данашњице. Име су узели по западнонемачкој војној авио-бази Рамштајн, која је била поприште несреће при одржавању авио-митинга 1988. године. Иако су скоро сви текстови овог бенда на немачком, то нимало није утицало да се њихова популарност прошири и на целу Европу, САД, Аустралију и Нови Зеланд.

## Чланови групе
- Тил Линдеман – певач
- Рихард Цвен Круспе – соло гитариста
- Паул Х. Ландерс – ритам гитариста
- Оливер „Оли“ Ридел – бас-гитариста
- Кристоф „Дум“ Шнајдер – бубњар
- Кристијан „Флаке“ Лоренц – клавијатуриста

## Дискографија

### Студијски албуми
- 1996.
- 1998.
- 2001.
- 2004.
- 2005.
- 2009.
- 2019.
- 2022.

### Концертни албуми
- 1999. Live Aus Berlin (Slash)
- 2006. Völkerball (Universal)

## Синглови
- 1995.
- 1996.
- 1997.
- 1997.
- 1997.
- 1998.
- 1998.
- 2001.
- 2001.
- 2001.
- 2001.
- 2002.
- 2002.
- 2004.
- 2004.
- 2004.
- 2005.
- 2005.
- 2005.
- 2006.
- 2009.
- 2010.
- 2010.
- 2011.
- 2012.
- 2019.
- 2019.
- 2019.

## Турнеје
- Herzeleid Tour (1994–1997)
- Sehnsucht Tour (1997–2001)
- Family Values Tour 1998 (од 22. септембра 1998. до 31. октобра 1998)
- Mutter Tour (2001–2002)
- Pledge of Allegiance Tour (2001) (између августа и новембра)
- Ahoi Tour (Reise, Reise Tour) (2004–2005)
- Liebe Ist Für Alle Da Tour (2009–2011)
- Made in Germany 1995–2011 Tour (2011–2013)
- Rammstein Tour 2016 (2016)
- Rammstein Festival Tour 2017 (2017)
- Europe Stadium Tour (2019, 2022-2024) (У оквиру ове турнеје Бенд је крајем маја 2024. одржао два концерта на Ушћу у Београду, са око 120.000 присутних гостију.[1])